# Gibson Firebird
La Gibson Firebird è una chitarra della Gibson progettata nel 1963.
Ispirata alla Explorer, ma con linee più tondeggianti, per evitare l'impatto "forte" che ebbe con il pubblico la Explorer. Le versioni iniziali, molto spesso definite originali, venivano definite reverse (capovolte) proprio per il loro disegno, che presentava spalle mancanti asimmetriche con la superiore totalmente mancante ed una spalla inferiore molto più pronunciata, contrariamente a quanto accade di solito (spalla inferiore più piccola della superiore per facilitare l'accesso ai tasti alti).
Fu la prima Gibson solidbody ad usare una soluzione costruttiva chiamata neck-through (alcuni modelli sono set-in) e anche ad usare i mini-humbucker.

## Modelli
La famiglia di modelli era formata da 4 chitarre ed 1 basso. A differenza delle cugine SG e Les Paul, Gibson non usò le denominazioni Standard, Custom e Junior per distinguere i modelli.
Per la prima volta si usarono i numeri romani "I", "III", "V" e "VII" per distinguerle:
- Firebird I - 1 pickup. Combinazione ponte avvitato/tailpiece. Hardware cromato.
- Firebird III - 2 pickup, ponte Tune-o-matic e Maestro standard Vibrola. Hardware cromato.
- Firebird V - 2 pickup, ponte Tune-o-matic e Maestro "Lyre" Vibrola. Hardware cromato.
- Firebird VII - 3 pickup, ponte Tune-o-matic e Maestro "Lyre" Vibrola. Hardware dorato.

## Vicenda commerciale
Con la Flying V e la Explorer, la Firebird ebbe il compito di risollevare la Gibson delle cattive acque finanziarie in cui nuotava e di difendere l'azienda americana dagli attacchi della Jaguar e della Jazzmaster, modelli della Fender, che continuava a sfornare continuamente chitarre di successo. Difatti nel 1962, chiamò come designer Ray Dietrich, un famoso designer di automobili come le Packerds, la Chrysler Airstream del 1935, la Tucker Torpedo del 1948 e ancora alcune Kaiser, Lincoln Continental Mark II e la futuristica Tucker Carioca.
Dietrich fu anche l'autore, oltre che del nome, anche del logo sul battipenna che ne contraddistingue l'autenticità. Dietrich scelse anche i colori ispirandosi ai colori DuPont Lucite che venivano utilizzati per le automobili.
Un anno dopo, nel 1963, la Firebird I debuttò sul mercato degli strumenti musicali.
Questa chitarra proponeva inoltre un nuovo tipo di costruzione, infatti era composta di due legni diversi, uno per le "ali" laterali e uno per il manico il quale era ed è un pezzo unico con la parte centrale del body.
La Fender in quel periodo era insuperabile, e la Firebird fu liquidata quasi subito.
Nonostante tutto ne fu sfornata un'altra versione, conosciuta come non-reverse, ma neanche questa riuscì a far risalire le vendite. Anche di lei varie aziende fecero una copia, anche se la più famosa e la più fedele rimane quella della Epiphone, che è di proprietà della Gibson. Allen Collins, dei Lynyrd Skynyrd, è stato colui che più di tutti ha legato il suo nome al modello, usandola fin da fine anni 60 per tutti i 70. Ha cominciato ad alternarla con una Explorer solo a partire dal '76.

## Galleria d'immagini

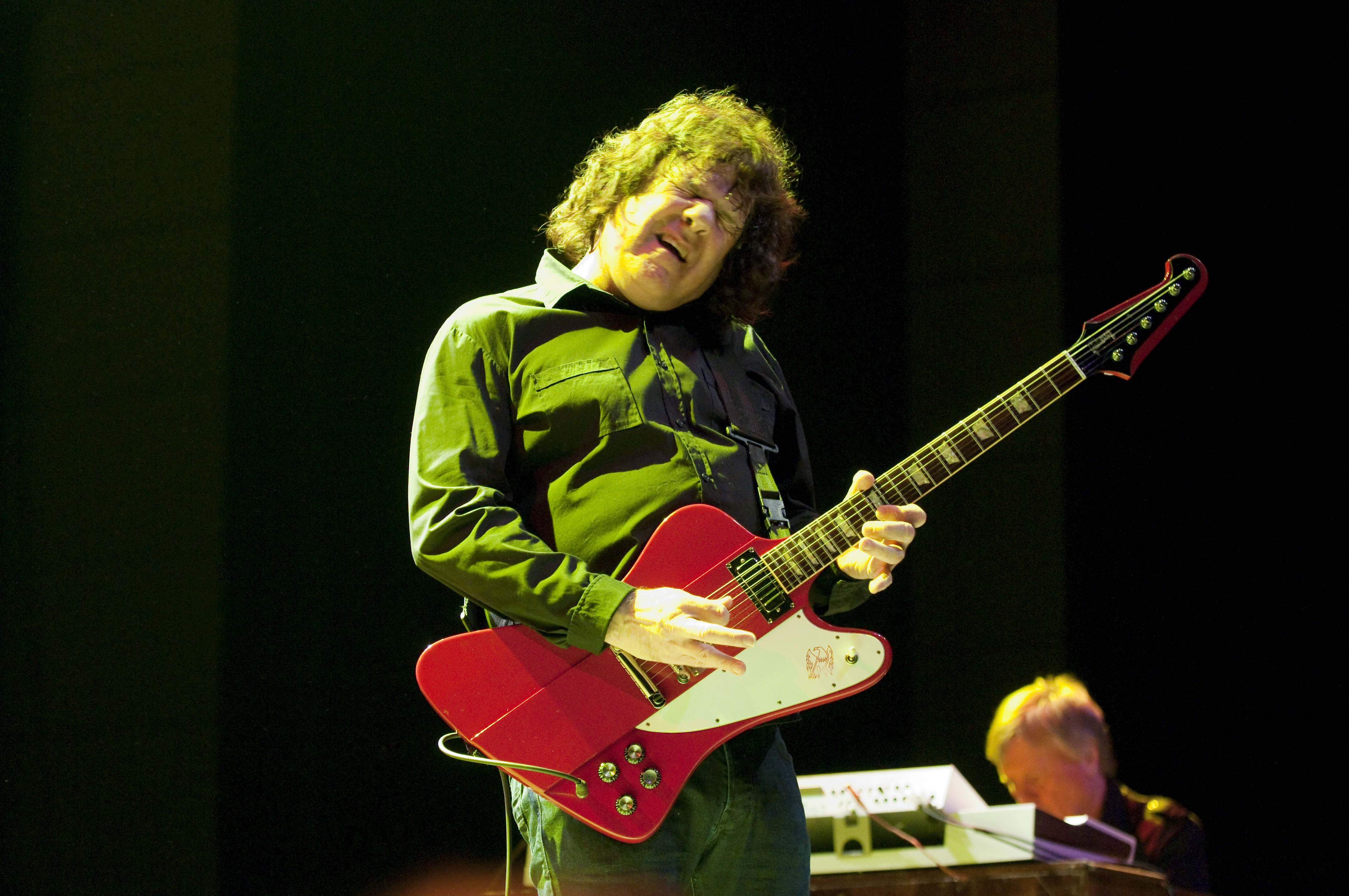
Gary Moore nel 2009
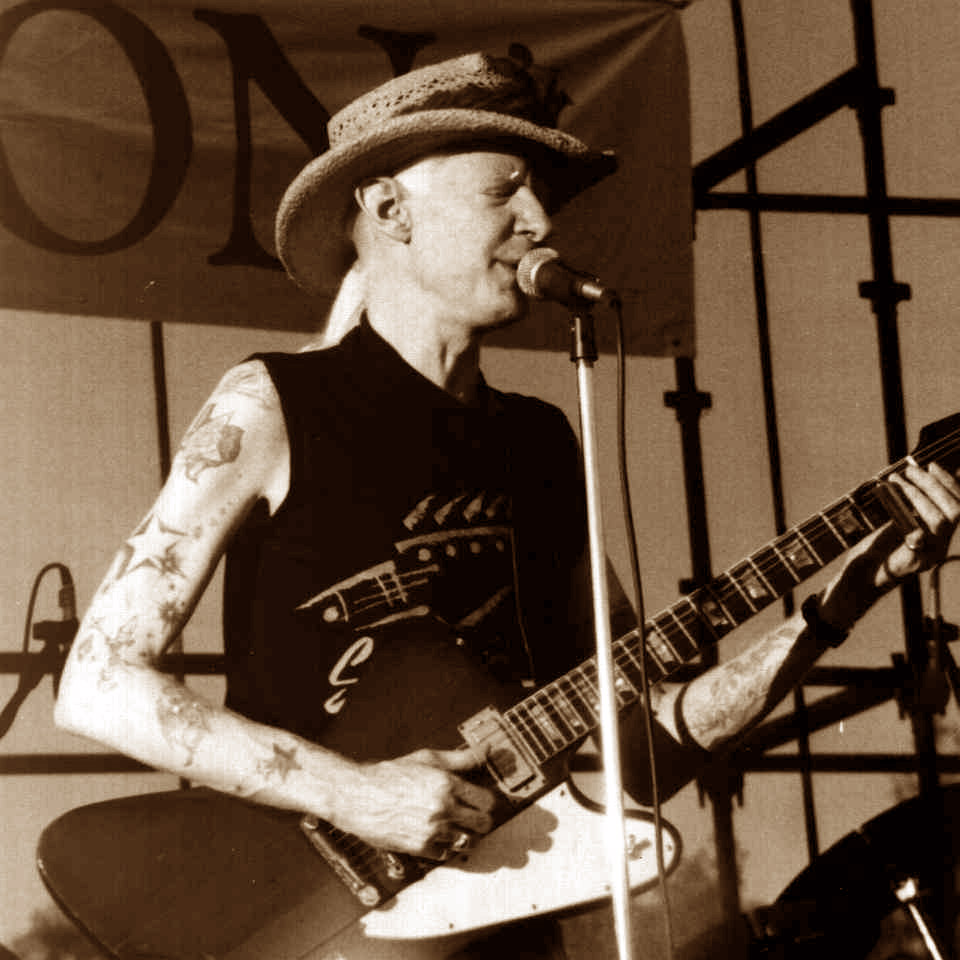
Johnny Winter nel 1990
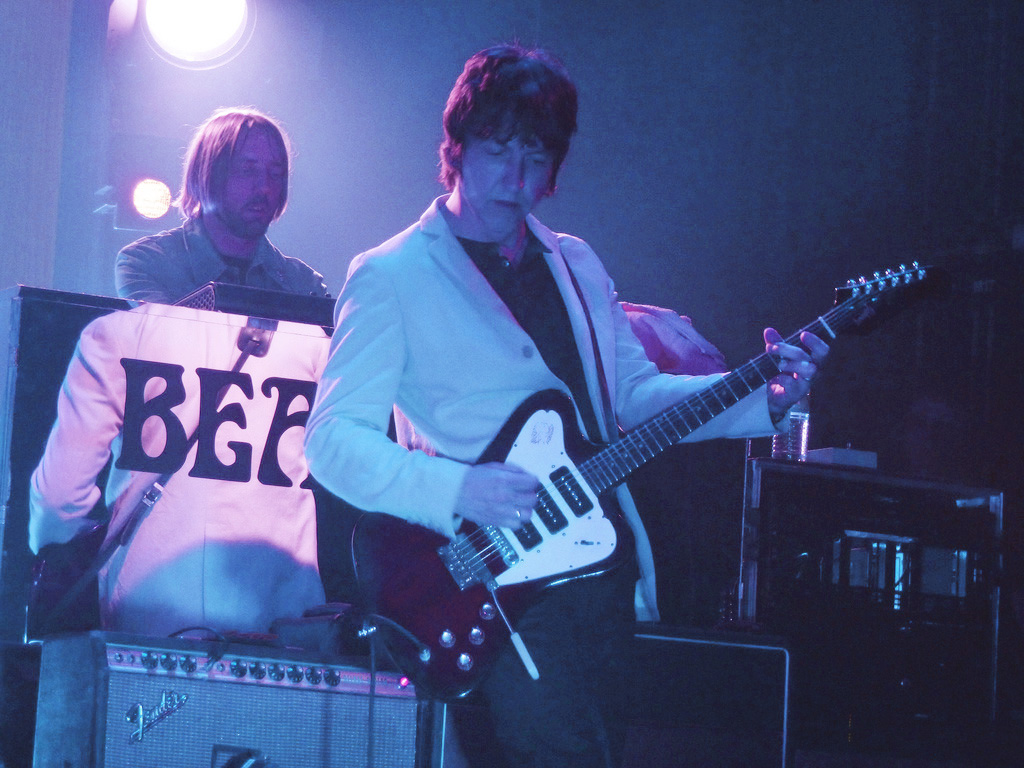
Gem Archer nel 2011
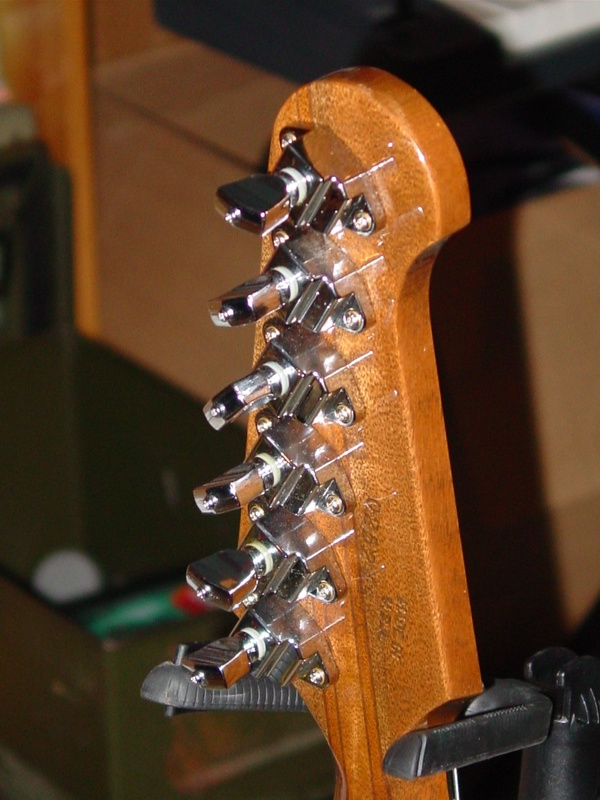
Le meccaniche da mandolino della Firebird
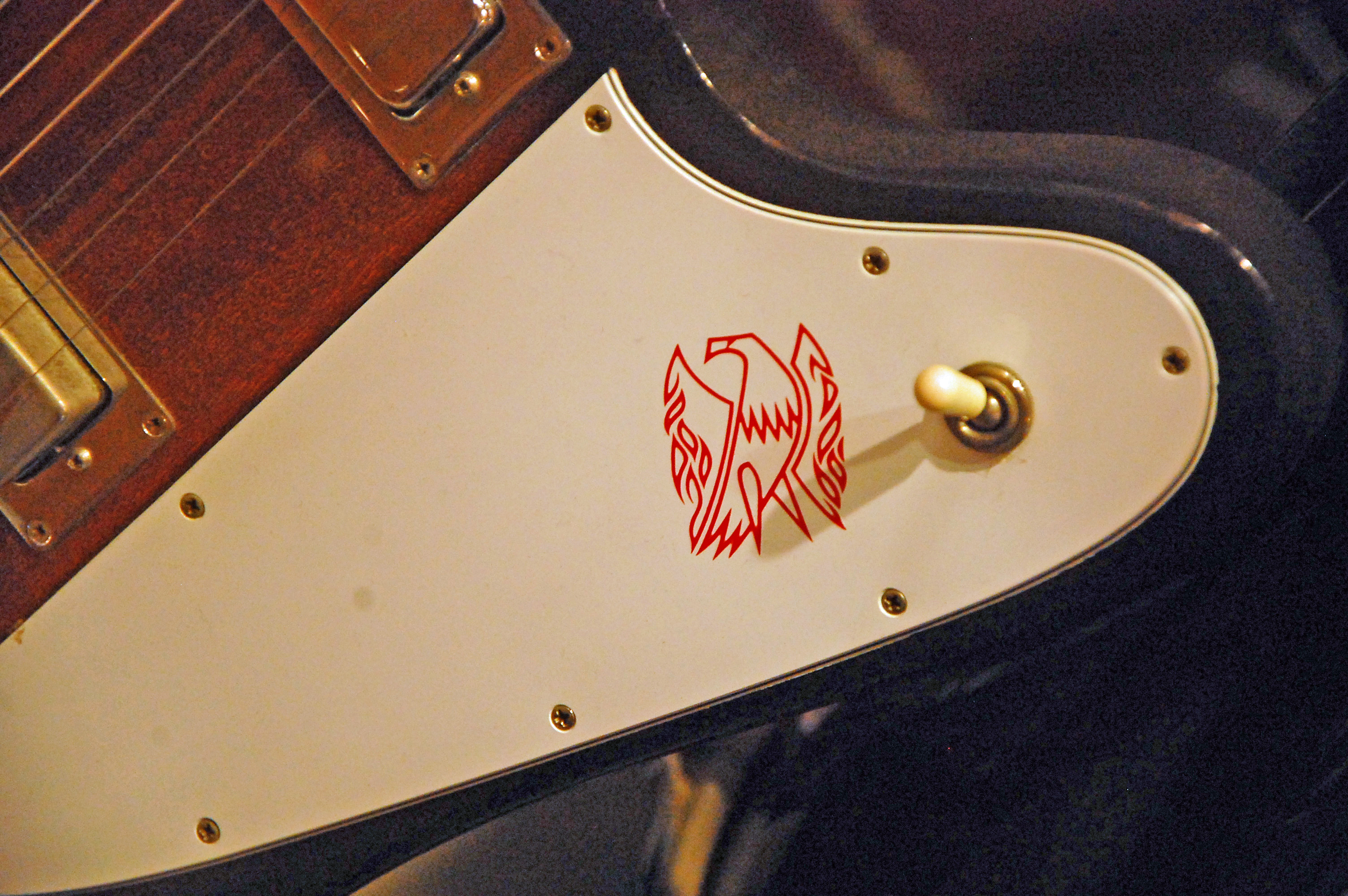
Particolare del battipenna con la caratteristica aquila fiammeggiante.